# リーランド・ウィルキンソン
リーランド・ウィルキンソン（Leland Wilkinson, 1944年11月5日 - 2021年12月10日）は統計ソフトであるSYSTATを開発したコンピュータ統計学者である。1980年代にSYSTATを開発し、その後1995年にSPSS社にSYSTATを売却した。科学的・統計学的な図表表示にフォーカスを当てた研究をしている。

## 学術的な仕事
Wilkinsonは1966年にハーバード大学を卒業し、イェール大学で1975年に心理学でPh.Dを取得した。
1999年の心理学学会の統計ガイドラインの筆頭著者であることが知られている。

## 開発歴
Wilkinson は統計学ソフトであるSYSTAT を1980年代初期に開発した。
SYSTATは統計処理だけでなく、画像処理にもすぐれているのが特徴である。生物学で利用されているheatmapに、最初に対応したソフトとしても知られている。SYSTATの開発をもとにSYSTAT社を興し、従業員50人までに拡大した1995年に会社をSPSS社に売却した。
その後はSPSS社で、Wilkinsonは画像プログラマーを組織化しnViZnプラットフォームを開発した。
nViZnは、SPSSやClementineなどの画像エンジンとして利用されている。nViZnプラットフォーム開発過程で構築された統計画像表示の概念は、The Grammar of Graphics.という本にまとめられ出版された。この本はのちに、フリーの統計ソフトであるR の画像パッケージである ggplot2 や、スタンフォード大学のPolaris projectなどに大きな影響を与えた。
Wilkinson はその後、タブローソフトウェアの統計担当副社長、H2O.aiのチーフサイエンティストを歴任した。